# Акронема
Акронема (лат. Acronema) — род растений семейства Зонтичные (Apiaceae), распространённый в области от Гималаев до Китая. 

## Ботаническое описание
Растение двухлетнее или многолетнее.
Корневище бугристое, клубневидное или коническое, корни жилистые. Стебель прямой и с бороздками. Базальные листья черешковые, имеют влагалище у основания. Листовые пластинки широкие яйцевидные или широкие треугольные, 1-3-листные перистые.
Зонтики сложные и верхушечные; прицветники чаще всего отсутствуют. Лепестки белые или фиолетово-красные; яйцевидные и ланцетные; верхушки линейные или остистые, реже острые и тупые.
Плод яйцевидный, продолговатый или овальный, слегка приплющенный по бокам, гладкий.

## Таксономия
Описание рода впервые опубликовано в журнале Proceedings of the Linnean Society of London 1(25): 252 (1845).

### Виды
Род включает в себя 38 видов.
- Acronema acronemifolium (C.B.Clarke) H.Wolff
- Acronema alpinum S.L.Liou & R.H.Shan
- Acronema astrantiifolium H.Wolff
- Acronema bellum (C.B.Clarke) P.K.Mukh.
- Acronema brevipedicellatum Z.H.Pan & M.F.Watson]
- Acronema bryophilum Farille & Lachard
- Acronema chienii R.H.Shan
- Acronema chinense H.Wolff
- Acronema commutatum H.Wolff
- Acronema cryptosciadeum Farille & Lachard
- Acronema dyssimetriradiata Farille & S.B.Malla
- Acronema edosmioides (H.Boissieu) Pimenov & Kljuykov
- Acronema evolutum (C.B.Clarke) H.Wolff
- Acronema forrestii H.Wolff
- Acronema gracile S.L.Liou & R.H.Shan
- Acronema graminifolium (W.W.Sm.) S.L.Liou & R.H.Shan
- Acronema handelii H.Wolff
- Acronema hookeri (C.B.Clarke) H.Wolff
- Acronema ioniostyles Farille & Lachard
- Acronema johrianum Babu
- Acronema minus (M.F.Watson) M.F.Watson & Z.H.Pan
- Acronema mukherjeeanum Farille & Lachard
- Acronema muscicola (Hand.-Mazz.) Hand.-Mazz.
- Acronema nervosum H.Wolff
- Acronema paniculatum (Franch.) H.Wolff
- Acronema phaeosciadeum Farille & Lachard
- Acronema pilosum C.Norman
- Acronema pneumatophobium Farille & Lachard
- Acronema pseudotenera P.K.Mukh.
- Acronema radiatum (W.W.Sm.) H.Wolff
- Acronema refugicola Farille & Lachard
- Acronema rivale C.Norman
- Acronema schneideri H.Wolff
- Acronema sichuanense S.L.Liou & R.H.Shan
- Acronema tenerum (DC.) Edgew.
- Acronema wolffiana Fedde ex H. Wolff
- Acronema xizangense Fedde ex H. Wolff
- Acronema yadongense S.L.Liou